# Joseph Ruddy
Joseph Aloysius Ruddy, Sr. (28 september 1878 - 11 november 1962) was een Amerikaans waterpolospeler.
Joseph Ruddy nam als waterpoloër eenmaal deel aan de Olympische Spelen; in 1904. In 1904 maakte hij deel uit van het amerikaanse team dat het goud wist te veroveren. Hij speelde voor de club New York Athletic Club.
Bratton nam tevens deel aan het onderdeel 4x50 yards vrije slag, zijn team veroverde het goud.